# 쇼타이왕

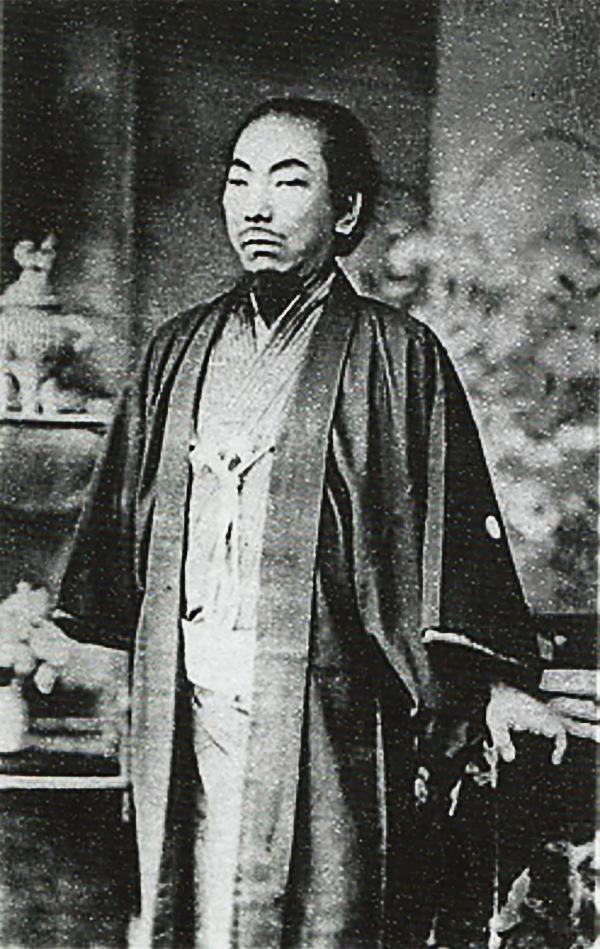
19세기의 쇼타이왕

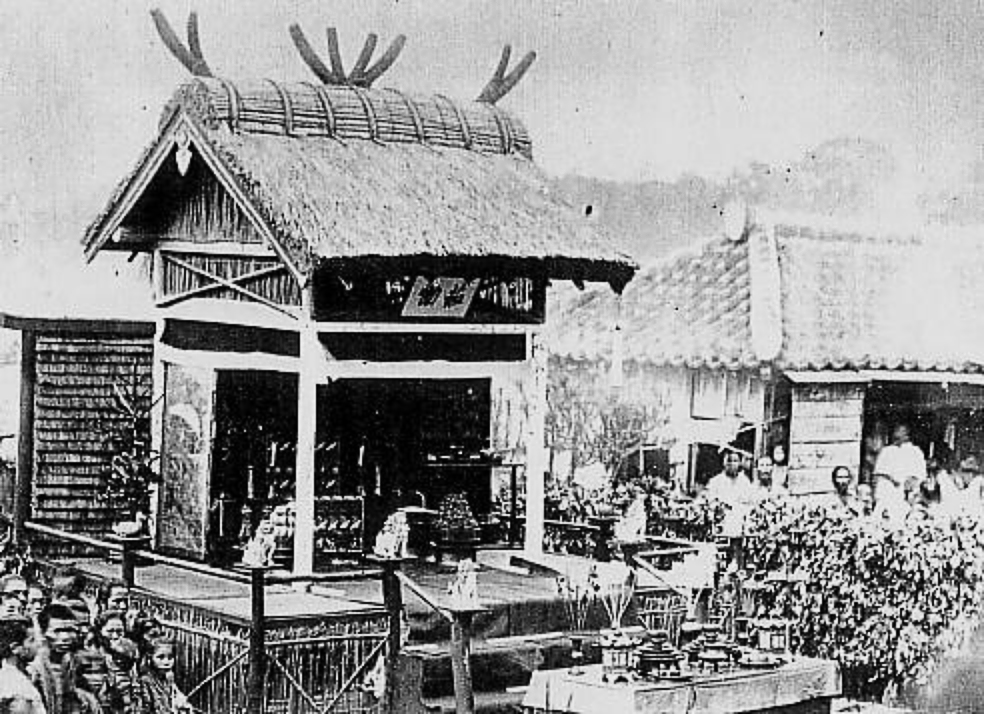
쇼타이왕의 장례식 모습

쇼타이왕(일본어: 尚泰王 상태왕[*], 1843년 8월 3일(덴포 14년 음력 7월 8일) ~ 1901년(메이지 34년 8월 19일)은 류큐왕국 제2쇼씨 왕조의 제19대의 마지막인 류큐 국왕(재위: 1848년 6월 8일 ~ 1872년 10월 16일)인 류큐 왕국의 마지막 국왕이자 후에 일본의 화족으로서 류큐번왕(재위: 1872년 10월 16일 ~ 1879년 4월 4일), 후작이다. 동명은 오모지로가네(오키나와어: 思次良金 우미지루가니)이다. 아버지는 제18대 왕이었던 쇼이쿠왕이다.

## 개요
1848년 6월 8일(덴포 28년 5월 8일)에 불과 4세(헤이지로 따지면 6세)에 즉위했다.
1853년(가에이 3년)에는 페리가 류큐에 내항하여 다음해인 1854년에 류미수호조약(琉米修好条約)을 체결하였다. 나아가 1855년에는 류불수호조약(琉仏修好条約), 1859년에는 류란수호조약(琉蘭修好条約)을 맺었다.
원래 류큐는 사쓰마번의 부용국(附庸國)이자 청나라의 조공국으로서 일정한 독자성을 유지하였으나, 타부현의 폐번치현도 끝난 다음해인 1872년(동치 11년, 메이지 5년)에, 일본은 류큐국왕 쇼타이왕을 류큐번왕에 봉하여 화족이라 하고, 도쿄에 번저(藩邸)를 주었다. 그리고 1879년(광서 5년, 메이지 12년)의 류큐처분에 의해 류큐번에 오키나와현이 설치되면서 번왕의 지위는 없어지고 거성의 슈리성도 나오게 되었고 류큐번은 소멸되었다. 쇼타이(尚泰)들은 류큐왕가의 저택 중 하나인 나카구스쿠우둔(中城御殿)으로 옮겨갔으나 메이지정부로부터 도쿄주를 명령받고 화족으로서 도쿄로 거처를 옮겼다. 둘째 아들인 쇼인(尚寅), 넷째 아들인 쇼준(尚順)은 나중에 오키나와(沖繩)로 돌아온다.
이후 화족령이 발령되면서 쇼타이왕은 후작이 되었다. 1901년(메이지 34년)에 급성 장카타르(장염) 때문에 59세에 사망. 묘소는 오키나와현 나하시에 있고 류큐왕가의 능묘·다마우둔(ja:玉陵) 또한 상가(쇼티이왕 생가)는 현재도 존속(존재)하고 있다.
생명의 보물(일본어: 命どぅ宝 이노치두타카라[*])은 쇼타이왕의 말이라고 불리기도 하지만 실제로는 나중에 창작된 연극용 속 대사이다.

## 영전
- 1879년(메이지 12년) 6월 17일 - 종3위[2]
- 1885년(메이지 18년) 5월 2일 - 후작[3]
- 1887년(메이지 20년) 12월 26일 - 정3위[4]
- 1897년(메이지 30년) 7월 2일 - 정2위[5]
- 1901년(메이지 34년) 8월 19일 - 종1위[6]

## 책봉사(1866년)
- 정사(正使): 조신(趙新) (右春坊(우춘방) - 오른쪽 미기슌보오 - 右賛善(우찬선) - 오른쪽 미기산젠)
- 부사(副使): 우광갑(于光甲) (内閣中書舎人(내각 중서사인) - 내각 장관 - 나이카쿠추쇼토네리)

## 가족
- 아버지: 쇼이쿠왕(尚育王)
- 어머니: 사시키아지카나시 쇼씨 겐테이(佐敷按司加那志 向氏元貞, 쇼이쿠왕의 비, 아명은 오모마쯔루가네 思真鶴金)
- 배우자:
  - 왕비: 사시키아지카나시 쇼씨 켄시쯔(佐敷按司加那志 章氏賢室, 아명은 오모마쯔루가네 思真鶴金)
  - 부인:
    - 마쓰카와아지 모씨 마쯔루가네(松川按司 毛氏真鶴金)
    - 히라라아지 쇼씨 마쯔루가네(平良按司 向氏真鶴金)

  - 처(妻):
    - 야마모토 테우(山本テウ)
    - 가타야마 테이(片山テイ)
    - 마쓰모토 코우(松本コウ)
    - 다나카 코우(田中コウ)
    - 간다 나쯔(神田ナツ)
    - 다나카 하나(田中ハナ)
- 자녀:
  - 장남: 왕세자 쇼텐(尚典, 일본 이름: 나카구스쿠왕자 쵸쿠 中城王子朝弘)
  - 차남: 쇼인(尚寅 일본 이름: 기노완왕자 쵸코오 宜野湾王子朝広)
  - 삼남: 쇼코(尚興)
  - 사남: 마쓰카와왕자(松川王子) 쇼준(尚順)
  - 오남: 다마구스쿠 쇼슈(玉城 尚秀)
  - 육남: 쇼코(尚光)
  - 칠남: 쇼시(尚時)
  - 장녀: 츠카야마옹주 마쯔루가네(津嘉山翁主 真鶴金)
  - 차녀: 아무로옹주 마나베타루(安室翁主 真鍋樽)
  - 삼녀: 마키시옹주(牧志翁主)
  - 사녀: 가데가루옹주(嘉手苅翁主)
  - 오녀: 마사코(政子)
  - 육녀: 야에코(八重子)
  - 칠녀: 지요코(千代子)
  - 팔녀: 기미코(君子)
  - 구녀: 사요코(小夜子)
  - 십녀: 스즈코(鈴子)
  - 십일녀: 사다코(貞子)

## 같이 보기
- 나카구스쿠우둔(ja:中城御殿)
- 폐번치현

|  | 제1대 쇼 후작가 당주 1885년 ~ 1901년 | 후임 쇼텐 |

| 전임 쇼이쿠 | 제19대 쇼가 당주 1848년 ~ 1901년 | 후임 쇼텐 |

| 전임 쇼이쿠왕 | 제25대 류큐왕국 국왕 1848년 ~ 1872년 | 후임 쇼텐(일본 제국으로 편입 및 류큐번왕으로 존속) |

|  | 류큐번왕 1872년 ~ 1879년 | 후임 폐번치현 |